# William Wallace Thayer
Pour les articles homonymes, voir Thayer.
William Wallace Thayer (15 juillet 1827 – 15 octobre 1899) est un homme politique américain qui fut gouverneur de l'Oregon de 1878 à 1882.

## Biographie
William Wallace Thayer est né le 15 juillet 1827 près de Lima dans l'État de New York. Après des études de droit, il commence à pratiquer à Buffalo puis s'installe dans l'Oregon en 1862 avant de partir dans le territoire de l'Idaho l'année suivante. En 1866, il est membre de la Chambre des représentants du territoire de l'Idaho puis retourne en Oregon en 1867. Thayer est élu gouverneur de l'Oregon en 1878 sous les couleurs du Parti démocrate et occupe ce poste jusqu'en 1882.
Il meurt le 15 octobre 1899.